# Enderrock
Enderrock és una revista musical publicada mensualment des del 1993 i especialitzada en la difusió de música popular en català d'arreu dels Països Catalans.
La revista està editada pel Grup Enderrock, empresa dirigida pel periodista Lluís Gendrau. El grup també edita la publicació 440 Clàssica. Anteriorment edità les revistes Rockcol·lecció, L'Espectacle, Jaç i Sons de la Mediterrània (successora de Folc) fins a l'abril de 2012, quan anuncià la suspensió «temporal» de la seva publicació.

## Història
La portada del primer número, aparegut la Diada de Sant Jordi de 1993, l'encapçalava Quim Mandado, el baixista de Sangtraït recomanant als lectors «Més canya» amb unes lletres grogues llampants. A l'esquerra, el resum dels continguts comprenia Lax'n'Busto, Companyia Elèctrica Dharma, Sopa de Cabra i El Último de la Fila, i a continuació «Tots els concerts» amb noms com Bruce Springsteen, Sting, Guns N' Roses i Lenny Kravitz.
L'any 2004 Enderrock fou guardonada amb el Premi Nacional a la Projecció Social de la Llengua Catalana, concedit per la Generalitat de Catalunya. El jurat va valorar que la revista «s'ha convertit en un mitjà de referència d'alta qualitat en el món de la música popular catalana, amb una àmplia audiència entre el jovent de tot el nostre àmbit lingüístic».
Des del 2001, el Grup Enderrock coorganitza el concurs Sona9 que reconeix i premia els grups emergents d'on han nascut propostes com Manel, Els Amics de les Arts o La Iaia. També lliura anualment els premis Enderrock, amb una gala concert on actuen diversos dels premiats.
El 2 de desembre de 2016 es va anunciar que Òmnium Cultural havia concedit el seu premi de Comunicació a la revista Enderrock. El lliurament va tenir lloc el 16 de desembre en el marc de la Nit de Santa Llúcia, celebrada a l'Hospitalet de Llobregat.
El maig de 2023, amb motiu dels trenta anys de la publicació, es va realitzar un cicle de quatre dies de concerts gratuïts al Palau Robert en què s'hi va poder escoltar grups com Renaldo & Clara, Ginestà, Júlia Colom, Anna Andreu, Lluís Gavaldà, Koers, Al·lèrgiques al Pol·len i Gertrudis, entre d'altres. L'aniversari també va ser l'ocasió per a estrenar un nou disseny gràfic i publicar un número especial de la revista amb una entrevista a Sílvia Pérez Cruz i un ampli reportatge que, sota l'epígraf «El món ens escolta», aborda la projecció de la música catalana al món per mitjà de trenta artistes com Lluís Llach, Rosalía, Bad Gyal, Peret, La Pegatina, Txarango, Dorian, Crim o Maria Arnal.